# Henrik Aerenlund Pedersen
Henrik Aerenlund Pedersen ( n. 1966, Copenhague, Dinamarca ) es un naturalista botánico, y curador danés . Sus intereses de investigación son la flora de Dinamarca y sus alrededores, taxonomía y biología de las Orchidaceae, y biología de la conservación.
Es profesor asociado del Jardín Botánico de la Universidad de Copenhague, formando parte del Museo de Historia Natural de Dinamarca

## Algunas publicaciones
- henrik ærenlund Pedersen, paul Ormerod. 2009. Notes on the orchid flora of Thailand. 6 pp.

### Libros
- henrik œrenlund Pedersen, niels Faurholdt. 2010. Danmarks Vilde Orkideer. Editor Gyldendal A/S. 291 pp. ISBN 87-02-06386-7 en línea

- ------------------------------, ---------------------. 2000. Ophrys: the bee orchids of Europe. Edición ilustrada de Royal Botanic Gardens, Kew, 296 pp. ISBN 1-84246-152-4

- ------------------------------, jeffrey j. Wood, james Boughtwood Comber. 1997a. A revised subdivision and bibliographical survey of Dendrochilum (Orchidaceae). Volumen 130 de Opera botanica. Editor Council for Nordic Publications in Botany, 85 pp. ISBN	8788702375

- ------------------------------. 1997b. The genus Dendrochilum (Orchidaceae) in the Philippines: a taxonomic revision. Volumen 131 de Opera botanica. Editor Council for Nordic Publications in Botany, 205 pp. ISBN 87-88702-40-5

- ------------------------------, jens Christian Schou. 1996. Planteliv langs oldtidsstien: en introduktion til plantesamfund og vegetationsudvikling (Vegetación a lo largo del antiguo camino: una introducción a las comunidades de plantas y desarrollo de la vegetación). Editor Moesgård Museum, 23 pp. ISBN 87-87334-25-9

- ------------------------------. 1993. The genus Pteroceras (Orchidaceae): a taxonomic revision. Volumen 117 de Opera botanica. Editor Council for Nordic Publications in Botany, 64 pp. ISBN	8788702715

## Honores
Miembro de
- Comité para la asignación de la Flora de Europa
- Consejo editorial de la Flora de Tailandia
- Monitoreo de las Orquídeas danesas
- Comité de apoyo de Geocenter Møns Klint
- Asesoría nacional de Flora Nórdica

### Epónimos
Especies vegetales
- (Alliaceae) Nothoscordum pedersenii Ravenna[3]

- La abreviatura «H.A.Pedersen» se emplea para indicar a Henrik Aerenlund Pedersen como autoridad en la descripción y clasificación científica de los vegetales.[4]